# رمضان بشردوست
رمضان بشردوست زادهٔ ولسوالی قره‌باغ، ولایت غزنی، فرزند محمدعلی بشردوست است. او در یک خانوادهٔ متوسط متولد شد و دوران تحصیلات ابتدایی و متوسطه خود را در ولایت غزنی و شهر میمنه به پایان رساند. وی برای ادامهٔ تحصیل به خارج از افغانستان رفت.  
او پس از تحولات سال ۱۳۸۰ و دولت نوین افغانستان وارد صحنهٔ سیاسی این کشور شد. وی در دوشنبه ۱۸ اوت سال ۱۳۸۲ به‌عنوان وزیر برنامه‌ریزی در حکومت حامد کرزی شروع به کار نمود. در سال ۱۳۸۳ به عنوان استاد دانشگاه در دانشکدهٔ حقوق و علوم سیاسی و دانشکدهٔ شرعیات دانشگاه البیرونی ولایت کاپیسا شروع به تدریس کرد. در سال ۱۳۸۴ به عنوان نمایندهٔ ملت در پارلمان افغانستان راه یافت.

## تحصیلات
بشردوست دورهٔ ابتدایی و متوسطه مکتب را در افغانستان به پایان رسانید و دو ماه بعد از کودتای ۷ ثور به ایران مهاجرت نمود و پس از گرفتن دیپلم از ایران، به پاکستان هجرت نمود. در سال ۱۳۶۰ از پاکستان به فرانسه مهاجرت نموده و درخواست پناهندگی سیاسی کرد. در سال ۱۳۶۱ شروع به آموختن زبان فرانسوی کرد. پس از دو سال تحصیل در دانشکدهٔ ادبیات شهر دیژن، «مدرک عملی زبان فرانسوی» را حاصل نمود. در ۱۳۶۴ وارد دانشکدهٔ حقوق و علوم سیاسی دانشگاه شهر گرونوبل فرانسه شد و در سال ۱۳۶۸ مدرک خویش را در رشتهٔ حقوق به‌ دست‌آورد. در سال ۱۳۶۹ در رشتهٔ دیپلماسی موفق به اخذ «دیپلم تحصیلات عالی تخصصی» از دانشگاه ژان‌مونی پاریس شد و پایان‌نامه‌اش را دربارهٔ دیپلماسی و جنگ در آفریقای شمالی نوشت. در سال ۱۳۷۱ وارد دانشگاه تولوز شد و موفق به اخذ «دیپلم تحصیلات عمیق» (دکترا) گردید. یک سال پس از ورود به این دانشگاه، پایان‌نامهٔ دوم خود را نوشت. در سال ۱۳۷۲ شروع به نوشتن تز دکترای خود کرد و در سال ۱۳۷۴ موفق به اخذ دکترا در رشتهٔ حقوق و علوم سیاسی از این دانشگاه شد. بشردوست از آکادمی زبان انگلیسی O.I.S.E آکسفورد و آکادمی زبان انگلیسی G.E.O.S برایتون گواهینامه‌های زبان انگلیسی دارد. او در میان سال‌های ۱۳۷۵ تا ۱۳۸۲ در دانشگاه‌های پاریس به‌ عنوان استاد تدریس می‌کرد و همکاری‌هایی با کانون وکلای پاریس هم داشت.

## پیشینهٔ کاری
بشردوست در سال ۱۳۸۱ کارمند سفارت افغانستان در فرانسه شد. او به کشور عودت نموده به عنوان معاون دپارتمان سازمان ملل متحد در بخش کنفرانس‌های بین‌المللی گماشته شد و پس از آن مدیر دپارتمان سیاسی کشورهای اروپای غربی در وزارت امور خارجه شد. در اواخر سال ۱۳۸۲ به عنوان وزیر وزارت  برنامه‌ریزی حکومت کرزی مقرر گردید.
بشردوست پس از ده ماه کار خود در وزارت برنامه‌ریزی مصمم شد تا ۱۹۳۵ دفتر سازمان‌های کمک‌کنندهٔ خارجی و سازمان غیردولتی (NGO) را منحل نماید، اما موفق به این کار نشد و در پی آن از وزارت برنامه‌ریزی استعفا داد. پس از آن، برای مدت کوتاهی به تدریس حقوق و علوم سیاسی در دانشگاه کاپیسا در شمال کابل پرداخت. او در انتخابات پارلمانی ۱۳۸۴ شرکت کرد و با رأی بالایی به عنوان نمایندهٔ کابل به دور پانزدهم مجلس نمایندگان راه یافت. وی در ۱۳۸۹ برای دور شانزدهم مجلس نمایندگان خود را کاندید کرد و دوباره از سوی مردم کابل برای ۵ سال انتخاب شد.
تا اکنون، وی عضو مجلس نمایندگان و استاد افتخاری دانشگاه البیرونی می‌باشد.
آقای بشردوست از منتقدان سرسخت حکومت حامد کرزی و دولت موجوده است. او از موجودیت فساد در ادارات دولتی و پرداخت حقوق بالا به کارمندان ارشد دولتی و مشاوران خارجی به شدت انتقاد کرده‌است. بِدین مناسبت، او دیگر در دستگاه دولت راه نیافت.

## نامزدی انتخابات ریاست جمهوری افغانستان
رمضان بشردوست یکی از نامزدهای انتخابات ریاست جمهوری افغانستان در سال ۱۳۸۸ خورشیدی بود که با ۲۴۴۵۰ شماره کارت رأی‌دهی و امضای هوادارانش رسماً وارد رقابت‌های انتخاباتی شد.
رمضان بشردوست در انتخابات ریاست‌جمهوری افغانستان (۱۳۸۸) پس از حامد کرزی و عبدالله عبدالله نفر سوم گردید. حامد کرزی بالاترین رأی اعتماد را به‌دست‌آورد.

## کتاب‌ها
در سال ۱۳۸۲ بشردوست کتابی ذیل عنوان قوانین اساسی، تاریخ، نظام‌های سیاسی و روابط دیپلماتیک افغانستان از عهد احمد شاه بابا تا اکنون نوشت. در این کتاب ۴۴۳ صفحه‌ای تمام قوانین اساسی افغانستان، نظام‌های سیاسی و روابط بین‌المللی افغانستان بررسی، تجزیه و تحلیل شده است. این کتاب در سال ۱۳۸۱ برندهٔ جایزهٔ آکادمی علوم سیاسی و اخلاقی فرانسه شد.

## بشر دوست و دولت وحدت ملی
از همان اوایل شکل‌گیری دولت وحدت ملی به رهبری محمداشرف غنی و عبدالله عبدالله آقای بشردوست اعتراض‌های گسترده‌ای نسبت به نوع شکل‌گیری و ناکامی‌های آن در بخش‌های اقتصادی، سیاسی و امنیتی این حکومت کرد و در هر فرصت پیش آمده از حکومت غنی و عبدالله انتقاد کرد.